# Gerry Johnson
Gerry Johnson (geb. vor 1968) ist ein englischer Wirtschaftswissenschaftler und emeritierter Professor für Management (Professor Sir Roland Smith Chair of Strategic Management) an der Lancaster University Management School (LUMS).

## Lebenslauf
1968 bis 1976 arbeitete Johnson in der Industrie im Marketing und als Unternehmensberater. Er wechselte ins Lehrfach und  unterrichtete bis 1979 Marketing am Hull College. 1979 wechselte er zur Aston University, wo er seinen Doktortitel (Ph.D) im Fach „Strategic Management“ erwarb und 1983 bis 1985 die Strategic Management Group führte. Anschließend lehrte er zwei Jahre (1986–1988) an der Manchester Business School. Von 1988 bis 1996 lehrte er wieder Strategic Management an der Cranfield School of Management, von 1992 an als stellvertretender Direktor. Er erhielt eine Professur und lehrte 1988 bis 2000 weiter an der Cranfield School. 2000 wechselte Johnson zur Strathclyde University und 2006 schließlich zur renommierten Lancaster University.

## Bibliographie
- als Mitherausgeber: Strategy as Practice. Cambridge University Press, Cambridge 2007.
- mit N. Bourque: Strategy workshops and "away-days" as ritual. In: G. P. Hodgkinson, W. H. Starbuck (Hrsg.): The Oxford Handbook of Organizational Decision Making. Oxford University Press, Oxford 2008, ISBN 978-0-19-929046-8.
- mit A. Langley, L. Melin und R. Whittington: Strategy as Practice: Research Directions and Resources. Cambridge University Press, Cambridge 2007, ISBN 978-0-521-68156-8.
- mit G. Yip: Transforming strategy. In: Business Strategy Review. vol 18(1), 2007, S. 11–15.
- mit K. Scholes und R. Whittington: Exploring Corporate Strategy. Prentice Hall, London 2007, ISBN 978-0-273-71191-9.
- mit R. Delbridge und L. Gratton: The Exceptional Manager. Oxford University Press, Oxford 2006, ISBN 0-19-929222-1.
- mit G. P. Hodgkinson, R. Whittington und M. Schwarz: The role of strategy workshops in strategy development processes: formality, communication, co-ordination and inclusion. In: Long Range Planning. vol 39(5), 2006, S. 479–496.
- mit J. Balogun: From intended strategies to unintended outcomes: the impact of change recipient sensemaking. In: Organization Studies. Vol 26(11), 2005, S. 1573–1601.
- mit J. Balogun: Organizational restructuring and middle manager sensemaking. In: Academy of Management Journal. vol 47(4), 2004, S. 523–549.
- mit L. Melin und R. Whittington: Guest editors' introduction: micro strategy and strategizing: towards an activity-based view. In: Journal of Management Studies. vol 40(1), 2003, S. 3–22.
- mit K. Daniels und L. de Chernatony: Task and institutional influences on managers' mental models of competition. In: Organization Studies. vol 23(1), 2002, S. 31–62.
- mit K. Daniels: On trees and triviality traps: locating the debate on the contribution of cognitive mapping to organizational research. In: Organization Studies. vol 23(1), 2002, S. 73–81.
- mit A. J. Bailey: A framework for a managerial understanding of strategy development. In: T. Elfring, N. W. Volberda (Hrsg.): Rethinking Strategy. Sage, London 2001, ISBN 0-7619-5645-X.
- mit K. Daniels und A. J. Bailey: Validation of a multi-dimensional measure of strategy development processes. In: British Journal of Management. vol 11(2), S. 151–162.
- mit S. Smith und B. Codling: Micro processes of institutional change in the context of privatization. In: Academy of Management Review. vol 25(3), S. 752–580.
- Strategy through a cultural lens: learning from managers' experience. In: Management Learning. vol 31(4), 2000, S. 403–426.
- mit K. Scholes und V. Ambrosini: Exploring Techniques of Analysis and Evaluation in Strategic Management. Pearson Higher Education, London / New York 1998, ISBN 0-13-570680-7.
- Strategic Change and the Management Process. Blackwell, Oxford 1987, ISBN 0-631-14717-9.